# 三十人僭主集团
伯罗奔尼撒战争后，在斯巴达的支持下，苏格拉底的学生克里底亚和查米迪斯为首的三十人夺取了雅典的政权，史称三十僭主（古典希腊语：οἱ τριάκοντα τύραννοι，转写：hoi triákonta týrannoi）。
这个集团在执政的8个月中就处死了1500人，致使人民大量流离逃亡。8个月后，三十僭主垮台，民主制恢复。克里底亚和查米迪斯被处死。苏格拉底也因为受到牵连，被加上莫须有的罪名而被判死刑。

## 三十人僭主集团的统治
在斯巴达的支持下，三十人僭主在雅典建立了一个临时政府。三十人僭主关心的是如何修改甚至抹去刻在Basileios广场旁边墙壁上的民主法律。因此，三十人僭主减少了雅典公民的权利，以建立一个寡头政权。三十人组任命了一个由500人组成的委员会，履行以前属于所有公民的司法职能。然而，并非所有雅典人的权利都被取消。事实上，三十人僭主选择了3000名雅典人 "分享政府"。这些经过手工挑选的人有权携带武器，接受陪审团审判，并在城市范围内居住。虽然对这3000人知之甚少--因为从未有完整的记录--但有人假设三十人僭主任命这些被选中的少数人是三十人僭主能找到的唯一对其政权忠诚的人。
在克里提亚斯的领导下，三十人僭主主持了一场恐怖统治，他们处决、谋杀和流放了数百名雅典人，并在事后没收了他们的财产。伊索克拉底和亚里士多德（后者在《雅典宪法》中）都报告说，三十人僭主未经审判就处决了1500人。克里蒂亚斯曾是苏格拉底的学生，因其残忍和不人道而被描述为"第一个罗伯斯庇尔"；他显然旨在结束民主，而不考虑人的代价。三十人僭主清除罪犯以及许多他们认为对新政权表示支持民主而 "不友好 "的普通公民。他们的目标之一是自己人泰拉门尼斯，色诺芬将其描述为对克里提亚斯的过度暴力和不公正感到不满，并试图反对他。克里提亚斯指责泰拉门尼斯犯有阴谋和叛国罪，然后强迫他喝下毒芹。 许多富有的公民被处决，只是为了让寡头们能够没收他们的资产，然后在三十人僭主集团和他们的支持者之间分配。
尽管许多雅典人不喜欢这种新的政府形式，但三十人僭主的政权并没有遇到多少公开的反对。那些不赞成新法律的人可以选择战斗--冒着被流放或被处决的风险--或者接受三十人僭主的统治。一些民主的支持者选择了战斗并被流放，其中包括Thrasybulus，他是雅典海军中的一名酋长，是民主政府的著名支持者。公元前403年推翻三十年王朝的起义是由Thrasybulus领导的一群流亡者策划的。克里提亚斯在雅典门口的战斗中被杀。

## 延伸阅读
- Bultrighini, U. Maledetta democrazia: Studi su Crizia (Alessandria, 1999).
- Németh, G. Kritias und die Dreißig Tyrannen: Untersuchungen zur Politik und Prosopographie der Führungselite in Athen 404/403 v.Chr. (Stuttgart, 2006).
- Krentz, Peter. The Thirty at Athens. Ithaca, N.Y.: Cornell University Press, 1982. Print. (hardcover ISBN 0801414504)
- Linder, Doug. "The Trial of Socrates: An Account". N.p., 2002. Web. 1 May 2014.
- Plato, and Hugh Tredennick. "Apology". The Last Days of Socrates. Harmondsworth: Penguin, 1969. 59. Print.
- Plato. Plato in Twelve Volumes, Vol. 7 translated by R.G. Bury. Cambridge, MA, Harvard University Press; London, William Heinemann Ltd. 1966.
- Rhodes, P. A History of the Classical Greek World: 478-323 BC (Blackwell, 2006).
- Usher, S. "Xenophon, Critias and Theramenes" in: JHS 88 (1968) 128-135.
- Wolpert, Andrew. Remembering Defeat: Civil War and Civic Memory in Ancient Athens. Baltimore: Johns Hopkins University Press, 2002 (hardcover ISBN 0-8018-6790-8)
- Waterfield, Robin. Why Socrates Died: Dispelling the Myths. W. W. Norton & Company, 2009.